# 黑帶唇指䱵
黑帶唇指䱵（學名：Cheilodactylus pixi）為唇指䱵科唇指䱵屬的物種之一。

## 分布
本種分佈於大西洋東南部，主要存在於南非沿岸，棲息於水深不超過90（295英尺）的亞熱帶水域，通常在5—30（16—98英尺）深的範圍活動，為底棲魚類。

## 形態
本魚的背鰭硬棘總數介於18至20條、軟棘則介於19至23條；臀鰭硬棘3條、軟棘則9至11條。斑紋由背部往下伸延。
本魚個體最長可達18.0（7.1英寸）。

## 生態
本魚一般生活在淺水帶的岩石間，食性不明。

## 利用
本魚的經濟利用記錄不明。

## 保護狀態
本魚的保護狀態尚未獲國際自然保護聯盟瀕危物種紅色名錄評估。